# 章夷白
章夷白（1905年—1984年），又名章慕勇，男，湖北英山人，中华人民共和国政治人物，曾任内务部副部长，第五、六届全国政协委员。
1925年章夷白考入黄埔军校。1926年加入中国共产党，被党派到国民革命军中任职，参加北伐，在进攻南昌的战斗中身负重伤。此后，他身带残疾，在武汉、上海等地从事党的地下工作。1931年因叛徒告密，在上海被捕，坚贞不屈。1937年被营救出狱，虽双腿行走不便。仍坚持从西安徒步跋涉七八百里到达延安。在延安期间，先后担任中央党校分总支书记、马列学院秘书长、中央宣传部秘书长、陕甘宁边区银行政治处主任、西北联防军后勤军工局政治委员等职。中华人民共和国成立后，曾任政务院工业交通财贸部门党委书记、中华人民共和国国务院直属机关党委副书记、国务院人事局局长、中华人民共和国内务部副部长等职。文革结束后，曾任第五届全国政协常务委员、副秘书长，第六届全国政协常务委员。